# Gare de Nemours - Saint-Pierre
Pour les articles homonymes, voir Gare de Saint-Pierre.
La gare de Nemours - Saint-Pierre, anciennement gare de Nemours, est une gare ferroviaire française de la ligne de Moret - Veneux-les-Sablons à Lyon-Perrache, située dans la commune de Saint-Pierre-lès-Nemours, près de Nemours (département de Seine-et-Marne).
Mise en service en 1862 par la Compagnie des chemins de fer de Paris à Lyon et à la Méditerranée (PLM), son bâtiment voyageurs est détruit lors de la Guerre franco-allemande de 1870 et reconstruit à l'identique en 1881. C'est une gare de la Société nationale des chemins de fer français (SNCF), desservie par des trains de la ligne R du Transilien et par des trains TER.

## Situation ferroviaire
Établie à 62 mètres d'altitude, la gare de Nemours - Saint-Pierre est située au point kilométrique (PK) 86,251 de la ligne de Moret - Veneux-les-Sablons à Lyon-Perrache, entre les gares de Bourron-Marlotte - Grez et de Bagneaux-sur-Loing.

## Histoire

### Gare PLM (1862-1937)

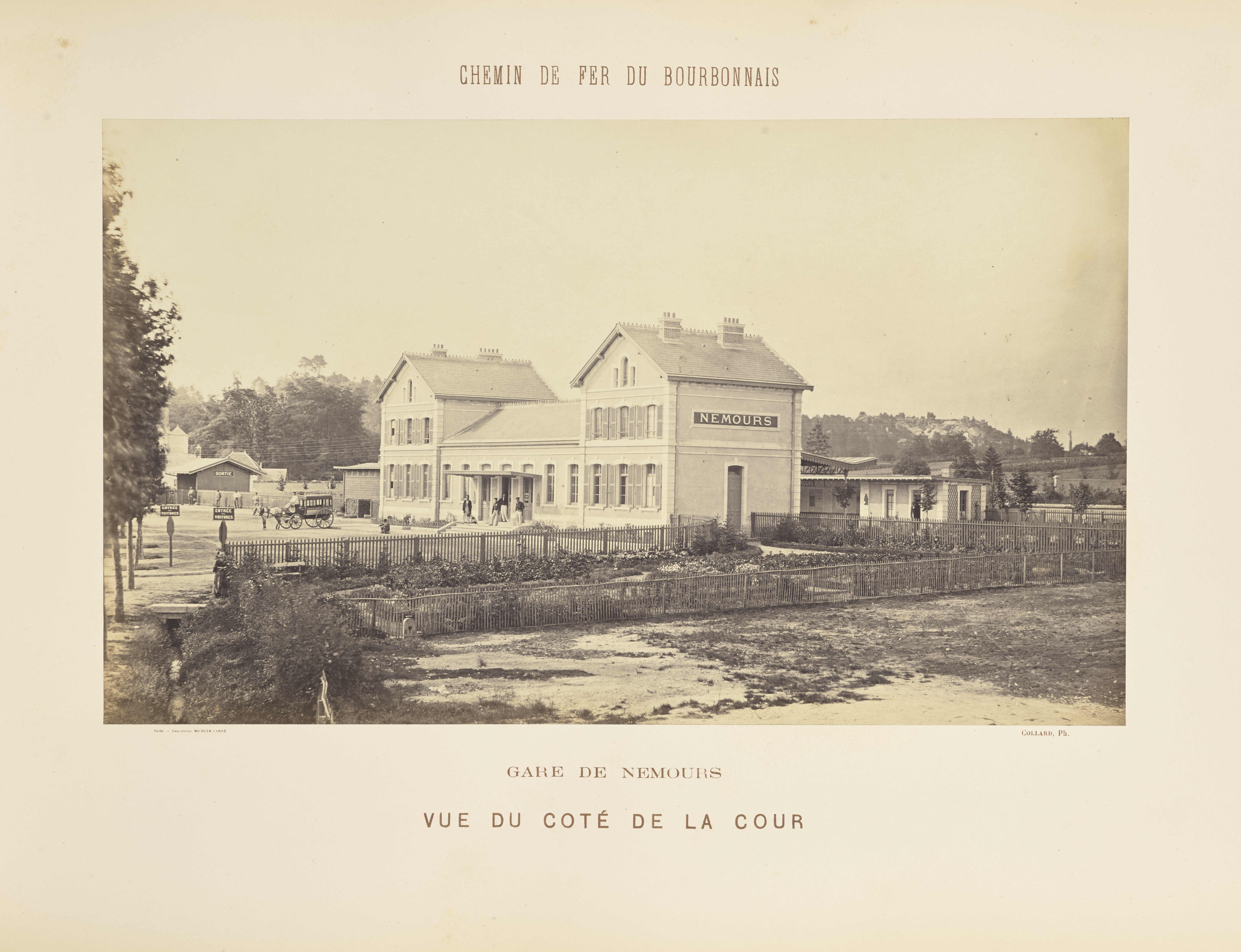
Vue de la gare en 1862 ou 1863. Photo d'Auguste Hippolyte Collard (1812-1893).

La Compagnie des chemins de fer de Paris à Lyon et à la Méditerranée (PLM) met en service la section de Moret à Montargis, de sa ligne dite du Bourbonnais, le 14 août 1860. La voie unique passe le long de la limite ouest de la commune de Nemours, sur le territoire de Saint-Pierre-lès-Nemours, la gare programmée n'étant pas encore réalisée.  
La gare de Nemours est construite en 1862 et mise en service cette même année. Elle dispose d'un important bâtiment voyageurs (voir photo ci-contre) construit comme l'ensemble de la gare sur la commune de Saint-Pierre-lès-Nemours, à la limite du territoire de celle de Nemours. Lors de cette première année d'exploitation le trafic annuel s'est élevé à 29 031 voyageurs au départ et à 31 580 voyageurs à l'arrivée, et, pour les marchandises, à 12 929 tonnes au départ et à 9 076 tonnes à l'arrivée.
Lors de la Guerre franco-allemande de 1870, au mois d'octobre, des uhlans sont signalés près de la ligne du Bourbonnais. Durant la nuit du 13 au 14 novembre, un groupe de 180 mobilisés de Seine-et-Marne, gardes mobiles et gardes nationaux, surprend 47 uhlans dans une auberge à proximité de la gare. Les Français prennent le dessus et repartent avec 45 prisonniers ; trois ont été tués et deux ont réussi à s'échapper. Le 17, l'ennemi revient en force avec 1 200 hommes et incendie l'auberge et 14 maisons du voisinage, ainsi que le bâtiment de la gare qui est totalement détruit,.
Durant les années 1870, des projets de lignes ayant Nemours comme gare de bifurcation sont discutés sans suite, durant la séance du conseil général du 23 août 1878. Le conseiller Roux regrette que les décisions prises l'aient été au détriment de la prospérité de Nemours en isolant sa gare. Il constate que la compagnie du PLM n'a pas encore reconstruit la gare car il semble qu'elle veuille pouvoir éventuellement la déplacer pour qu'elle soit l'embranchement d'une ligne de Briarre à Nemours qu'elle propose de réaliser « sans subventions ni garantie d'intérêts ». Le chantier de reconstruction du bâtiment est ouvert fin mars ou début avril 1880. Il est prévu un bâtiment identique situé au même emplacement. Le chantier est achevé en 1881, peu avant l'ouverture de la rue de la gare, à Nemours, le 15 novembre 1883.
En 1881, le conseil général demande, dans un vœu, que le nom de la gare devienne Gare de Nemours-Saint-Pierre-lès-Nemours,.

Bâtiment voyageurs et cour de la gare vers 1900
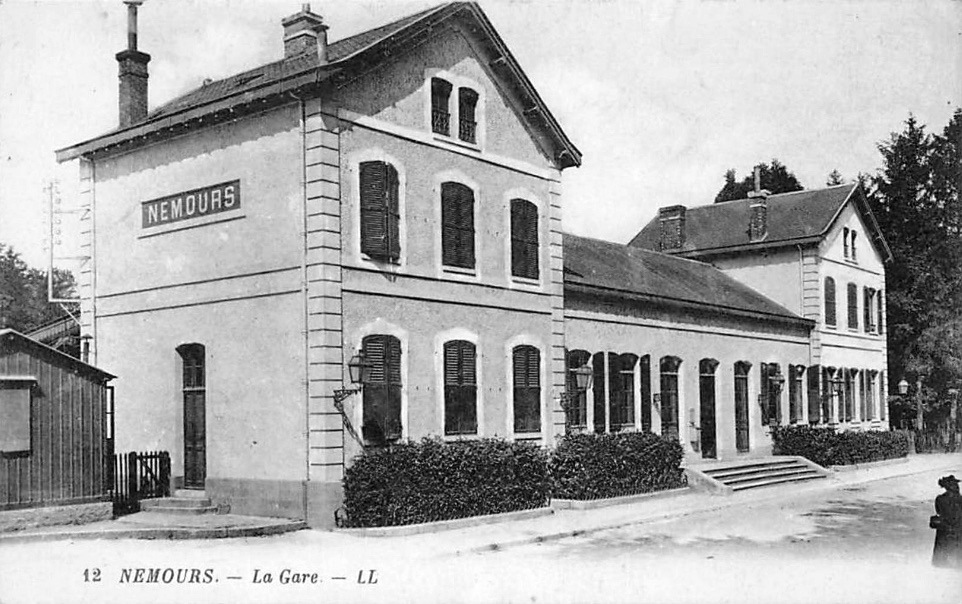
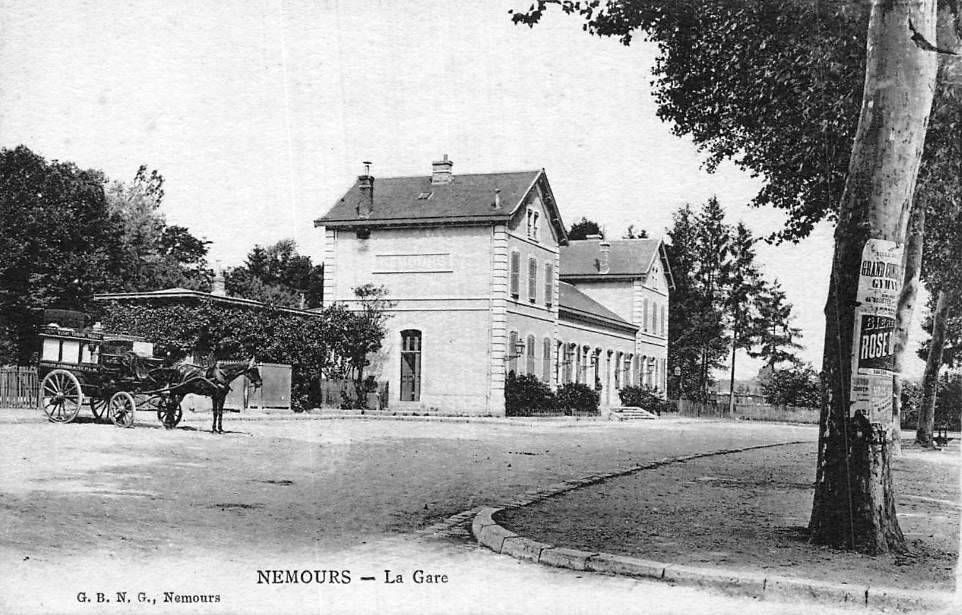
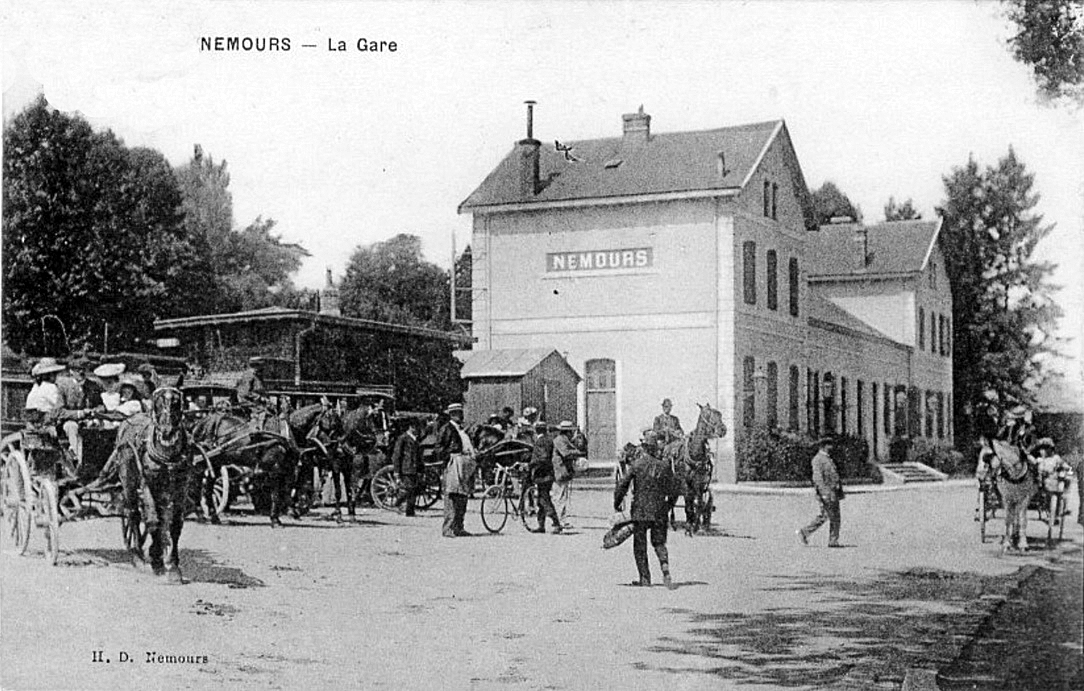

La « gare de Nemours » figure dans la nomenclature 1911 des gares, stations et haltes de la compagnie PLM. Elle est ouverte à l'expédition et à la réception des dépêches privées. Elle porte le no 4 de la ligne de Moret-les-Sablons à Nimes. La gare dispose des services complets, de la grande vitesse (GV) et de la petite vitesse (PV).

Desserte au début des années 1900
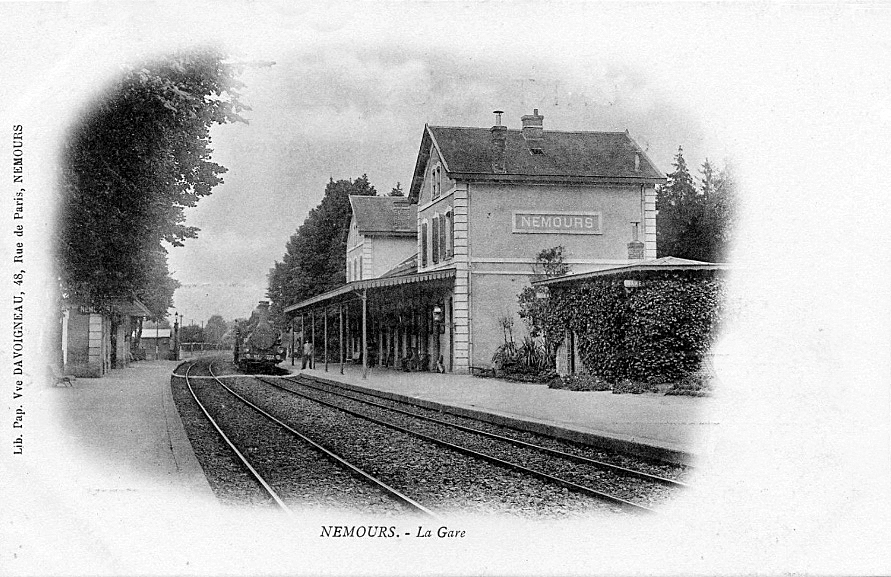
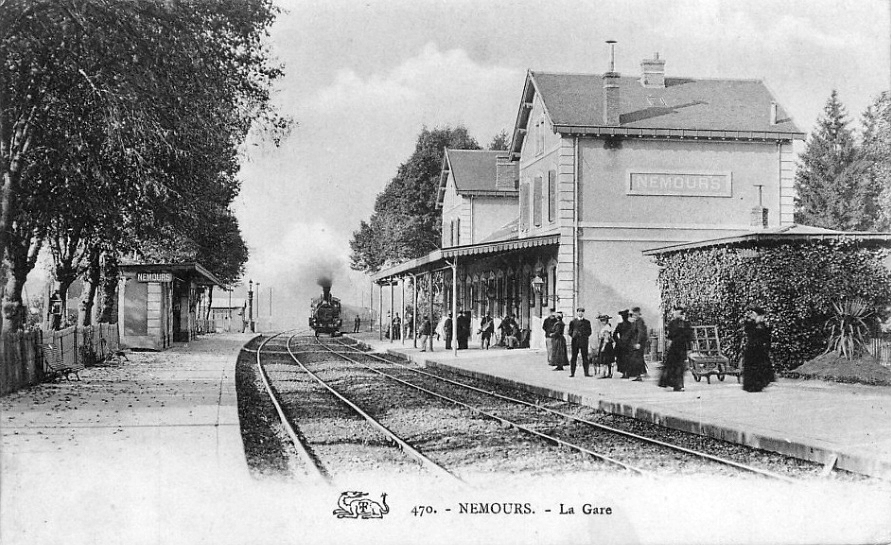
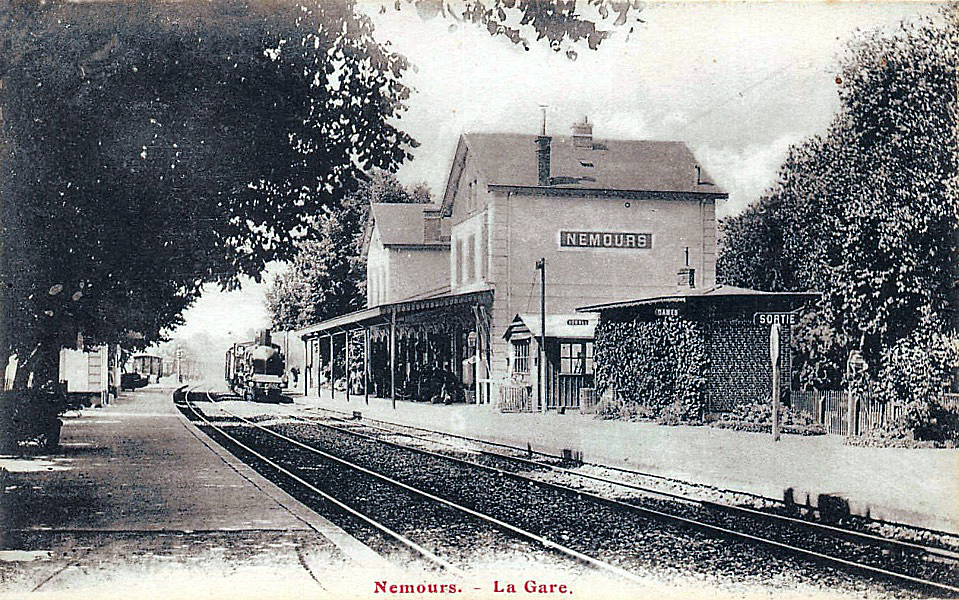

Le 1er avril 1924, le ministre des Travaux publics Yves Le Trocquer informe le député Albert Ouvré que, par un arrêté du 28 mars précédent, il a autorisé, en gare de Nemours - Saint-Pierre, la vente de cartes d'abonnement de travail sur la relation avec la gare de Bagneaux-sur-Loing.

### Gare SNCF (depuis 1938)
Début mars 2016, la SNCF ouvre le chantier de mise en accessibilité de la gare. Notamment sont installés deux ascenseurs sur le passage souterrain qui permet de passer d'un quai à l'autre. Cette mise aux normes, d'un coût de 2,6 M€, est prise en charge par le Syndicat des transports d’Île-de-France (Stif), à 50 %, par la Région Île-de-France et par la SNCF pour 25 % chacune. Elle concerne notamment, les escaliers, le revêtement des quais, des balises sonores, la signalisation, l'éclairage et le remplacement des bornes d'alarme d'urgence. Le chantier est prévu pour durer jusqu'au début de l'année 2017.
Le 7 février 2019, des rames Regio 2N, mises en service sur la relation de Gare de Montargis à Paris-Gare-de-Lyon, via Nemours - Saint-Pierre, sont inaugurées en gare par Valérie Pécresse. C'est également l'occasion de présenter une nouvelle desserte de la gare par des TER vers ou depuis Paris-Bercy.

## Fréquentation
De 2015 à 2021, selon les estimations de la SNCF, la fréquentation annuelle de la gare s'élève aux nombres indiqués dans le tableau ci-dessous.
| Année     | 2015      | 2016      | 2017      | 2018      | 2019      | 2020    | 2021      | 2022      |
| --------- | --------- | --------- | --------- | --------- | --------- | ------- | --------- | --------- |
| Voyageurs | 1 561 329 | 1 563 912 | 1 565 806 | 1 532 858 | 1 507 877 | 772 805 | 1 279 368 | 1 245 506 |

## Service des voyageurs

### Accueil
La gare possède un bâtiment voyageurs. Un service commercial est assuré tous les jours de la semaine. Un passage souterrain permet l'accès aux quais.
Le quai de la voie 1 est interrompu en son milieu pour permettre le passage d’une voie vers des garages. Ceci oblige les voyageurs à descendre du quai et à passer sur cette voie sur une vingtaine de mètres afin de rejoindre l’autre partie du quai. Un marquage au sol identifie cette zone potentiellement dangereuse.

Installations
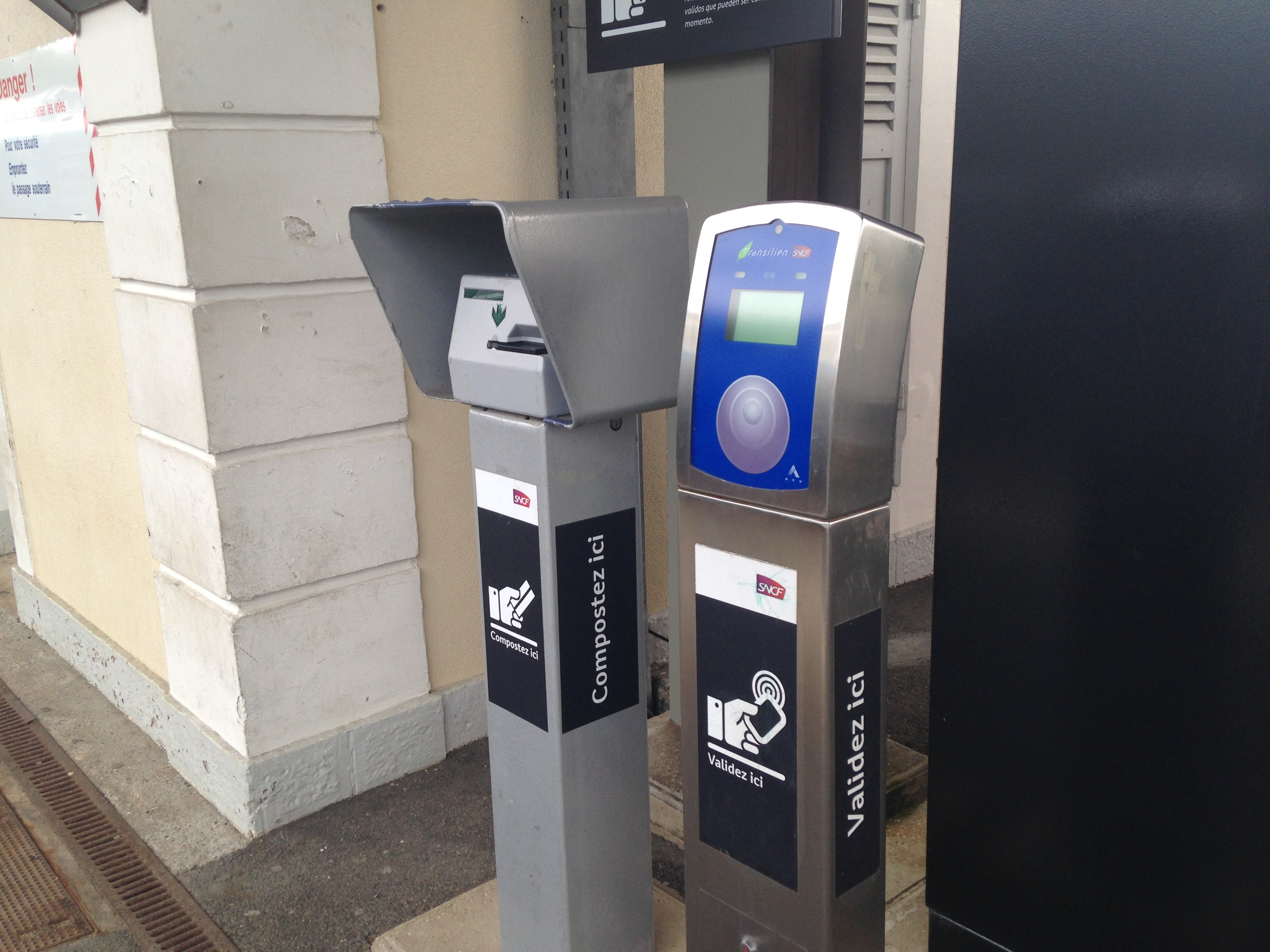
Automate.
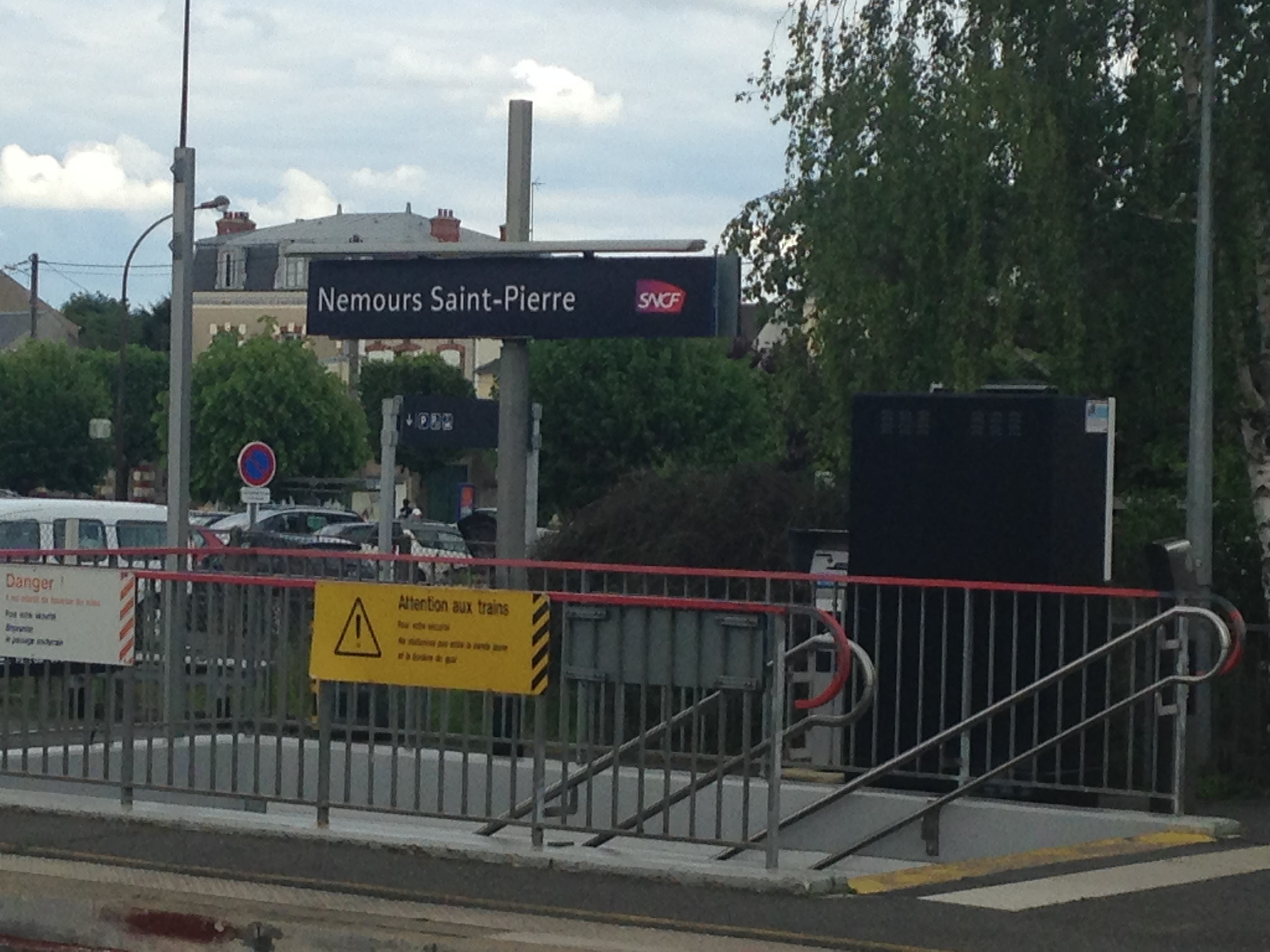
Passage sous les voies.
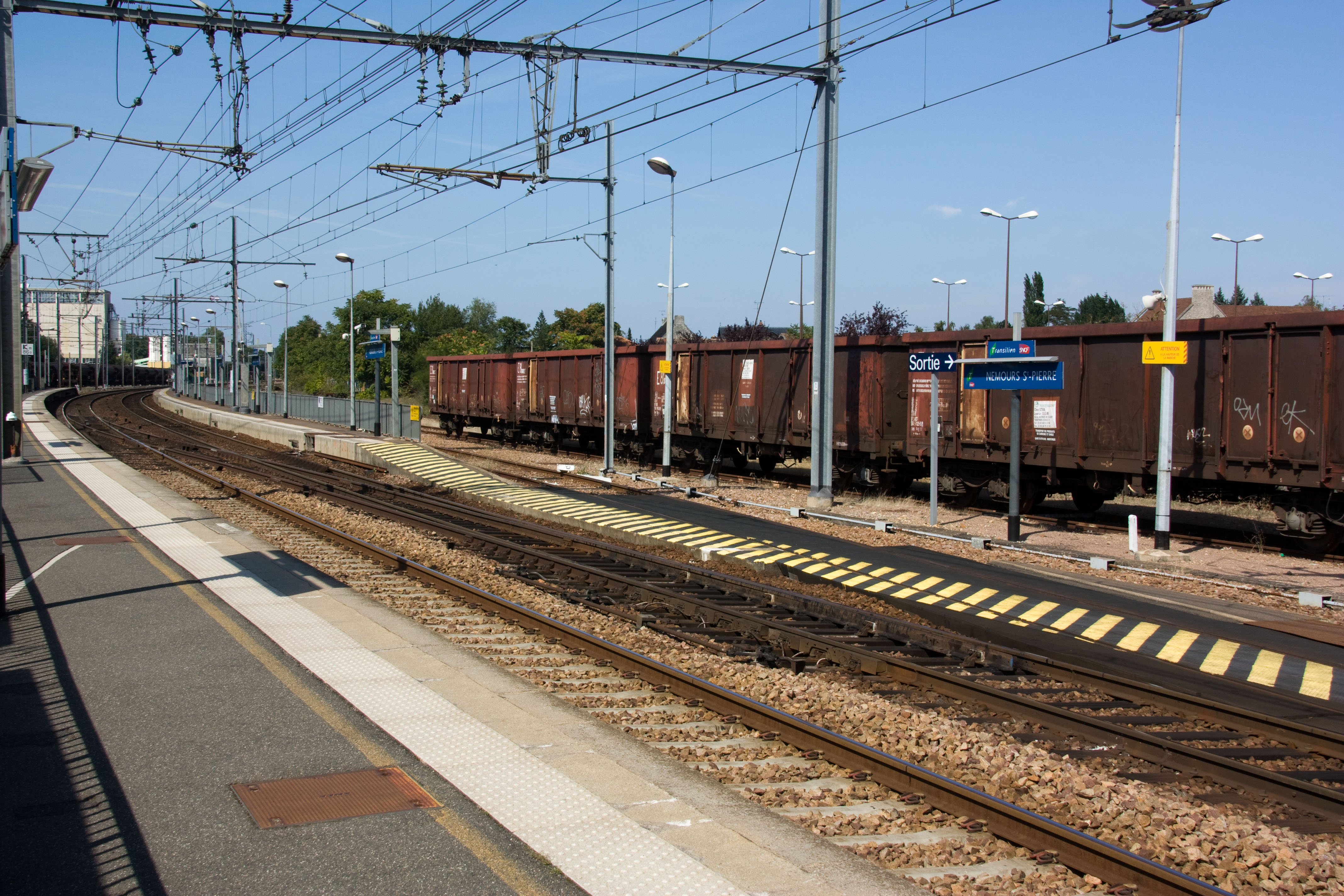
Le quai de la voie 1.

### Desserte
La gare est desservie par les trains de la ligne R du Transilien (réseau Paris Sud-Est) circulant entre Paris et Montargis et, en sus aux heures de pointe, par des trains TER Express circulant entre Paris-Bercy et Nevers, sans arrêt entre Paris et Nemours.

Installations et desserte
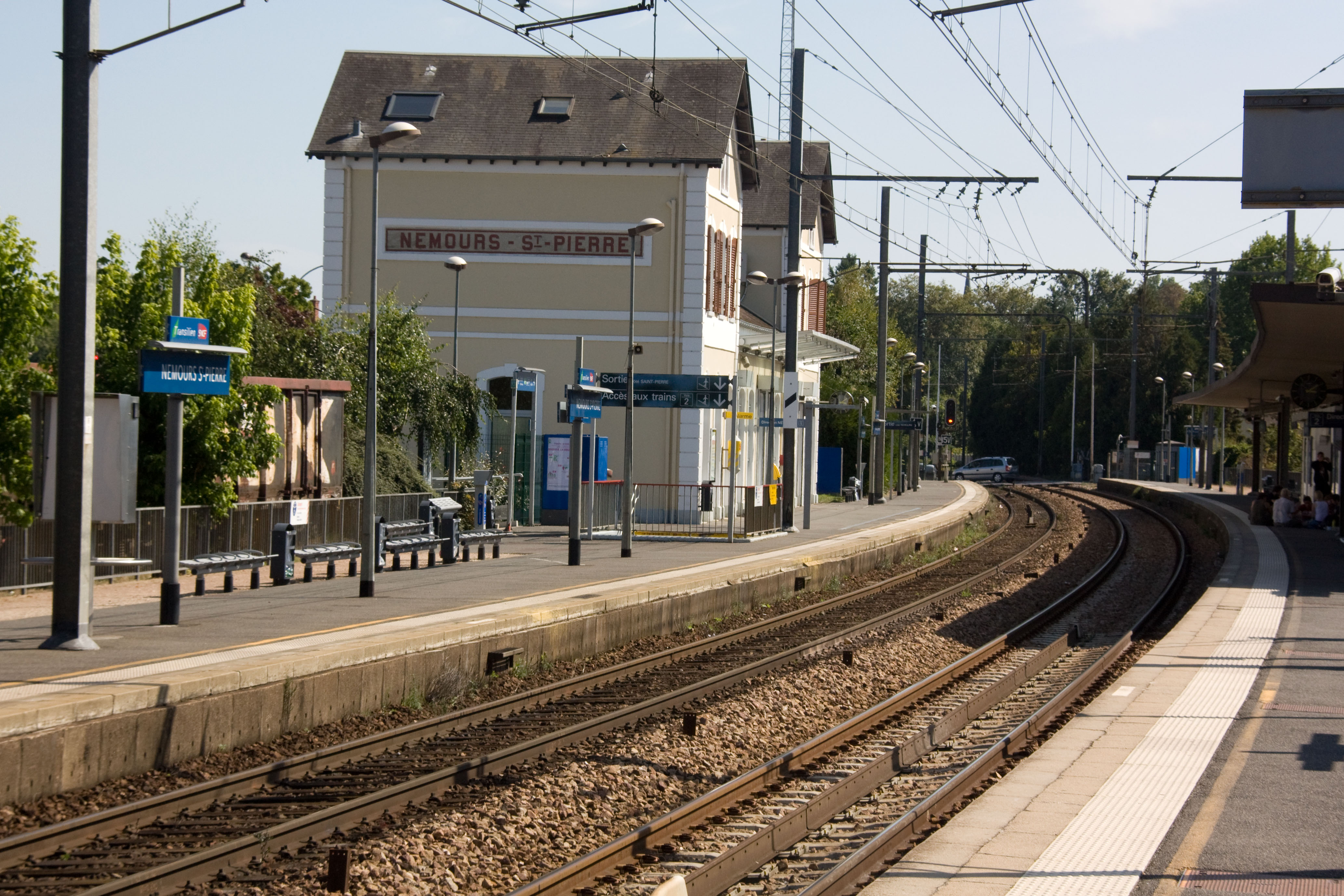
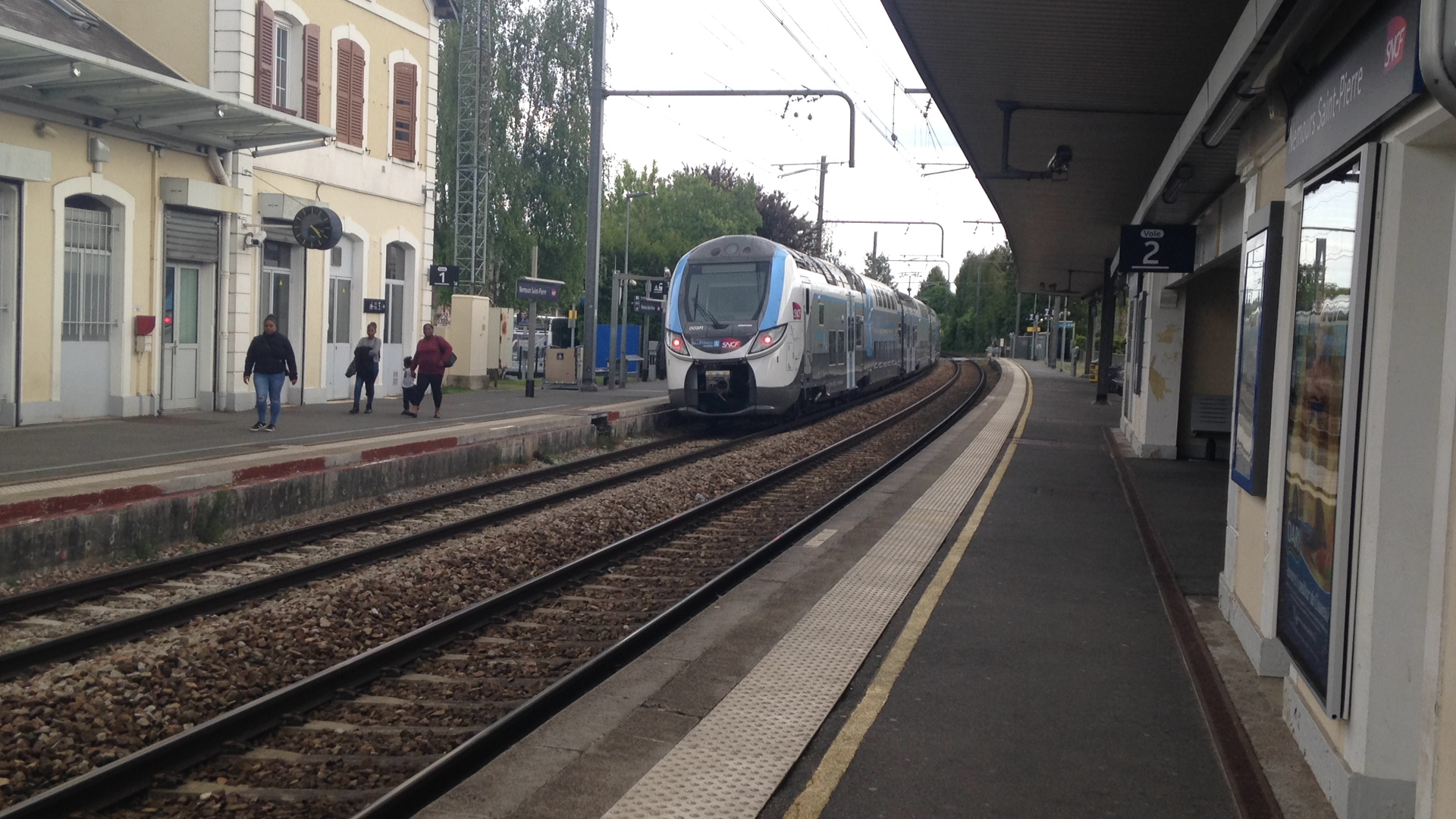
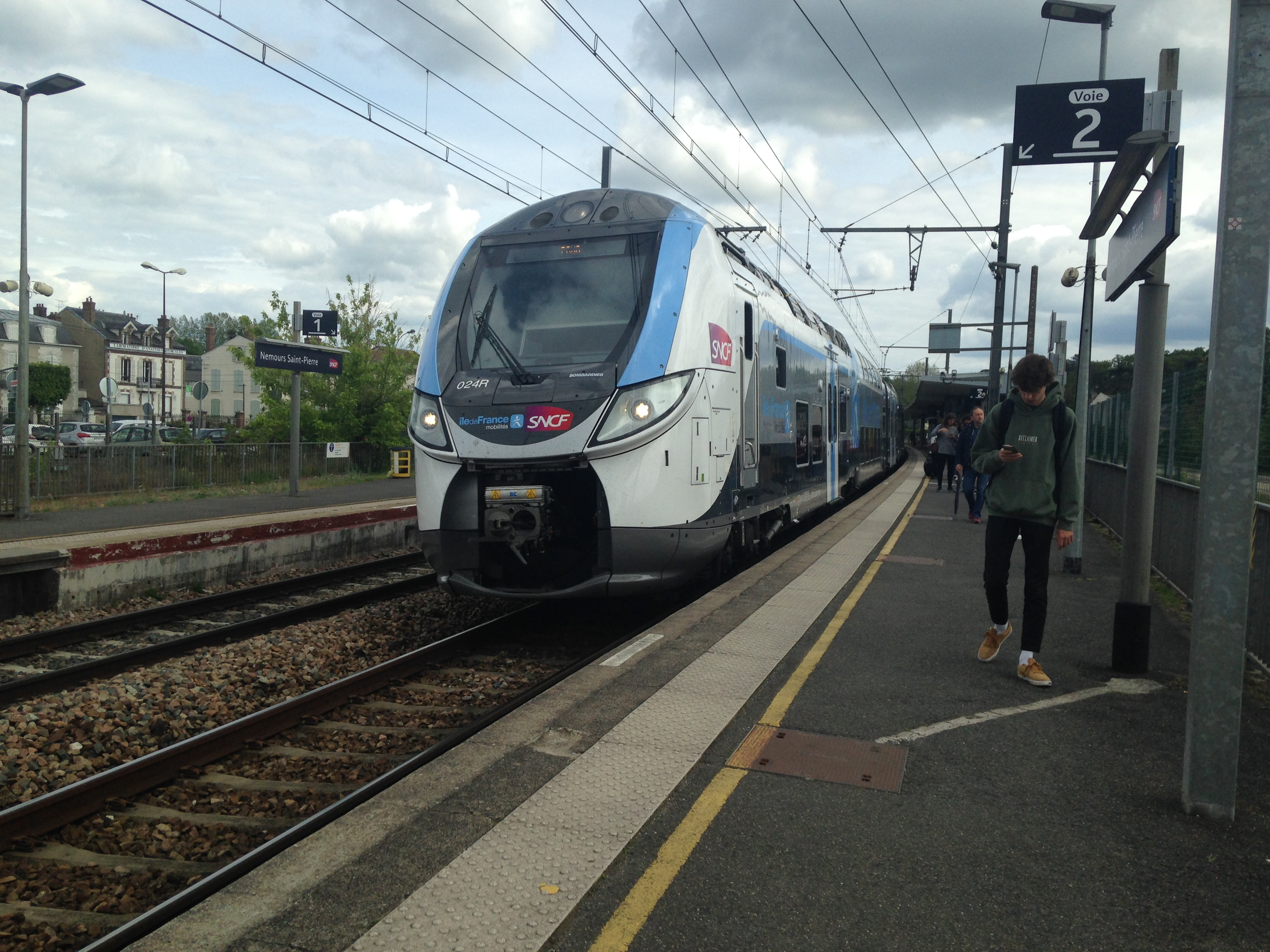

### Intermodalité
La gare est desservie par les lignes 3501, 3502, 3503, 3504, 3505, 3506, 3515, 3516, 3530, 3531, 3532, 3533, 3536, 3540, 3541, 3543, 3544, 3546, 3547, 3559, 34 et Soirée Nemours du réseau de bus Vallée du Loing - Nemours et par les services de transport à la demande « TàD Nemours » et « TàD Nemours Centre ».

## Projets
En novembre 2016, la députée-maire Valérie Lacroute annonce que SNCF Réseau va participer à une étude en vue de créer deux souterrains, le premier pour les piétons et les cycles, le second pour les circulations motorisées.
Suppression du PN 8
En 2018, le projet semble enfin se concrétiser mais le maire de Saint-Pierre-lès-Nemours rappelle qu'il ne faut pas se réjouir trop tôt ; il faut être prudent car ce projet de suppression du PN 8 était déjà envisagé. En janvier 2019, le projet est présenté à la concertation,. En juin 2019, SNCF Réseau présente le bilan de la concertation et un planning avec une mise en service en 2026.
À la fin de l'année 2020, les élus constatent que le projet est à l'arrêt du fait de la pandémie de Covid-19. Ce sont les élus locaux, député et maires, qui relancent par courrier le secrétaire d'État Jean-Baptiste Djebbari afin que le dossier ne finisse pas au fond d'un tiroir.

## Patrimoine ferroviaire
Le bâtiment voyageurs PLM reconstruit à l'identique en 1881 est toujours utilisé par la gare SNCF.